# Larose
Larose – jednostka osadnicza w Stanach Zjednoczonych, w stanie Luizjana, w parafii Lafourche.